# 13482 Igorfedorov
13482 Igorfedorov este un asteroid din centura principală, descoperit pe 25 aprilie 1979, de Nikolai Cernîh.